# Saint-Cyr-du-Gault

Saint-Cyr-du-Gault este o comună în departamentul Loir-et-Cher, Franța. În 1 ianuarie 2022 avea o populație de 174 de locuitori.